# Rolling Thunder Mountain
Der Rolling Thunder Mountain ist ein Berg im Grand-Teton-Nationalpark im Westen des US-Bundesstaates Wyoming. Er hat eine Höhe von 3325 m und ist Teil der Teton Range in den Rocky Mountains. Der Berg liegt wenige Kilometer westlich des Jackson Lake und erhebt sich über den Snowshoe Canyon. Rund zwei Kilometer südlich des Rolling Thunder Mountain liegen Raynolds Peak und Traverse Peak, der Eagles Rest Peak liegt wenige Kilometer östlich.

## Belege
1. ↑  Peakbagger: Rolling Thunder Mountain. Abgerufen am 31. Januar 2021.
2. ↑  Geonames: Rolling Thunder Mountain. Abgerufen am 31. Januar 2021.
3. ↑  Rolling Thunder Mountain, WY - N43.89049° W110.81049°. Abgerufen am 31. Januar 2021.